# Svältgrund
Svältgrund är en ö i Gerby skärgård i Vasa i Finland.
Öns area är 1,1 hektar och dess största längd är 190 meter i sydöst-nordvästlig riktning.

## Namn
Svältgrund sägs ha fått sitt namn av ett stenröse på ön som enligt legenden är grav åt sju kvinnliga fångar som svalt ihjäl här. Enligt Forskningscentralen för de inhemska språkens namnledslexikon syftar öns namn på magert bete.

## Historia

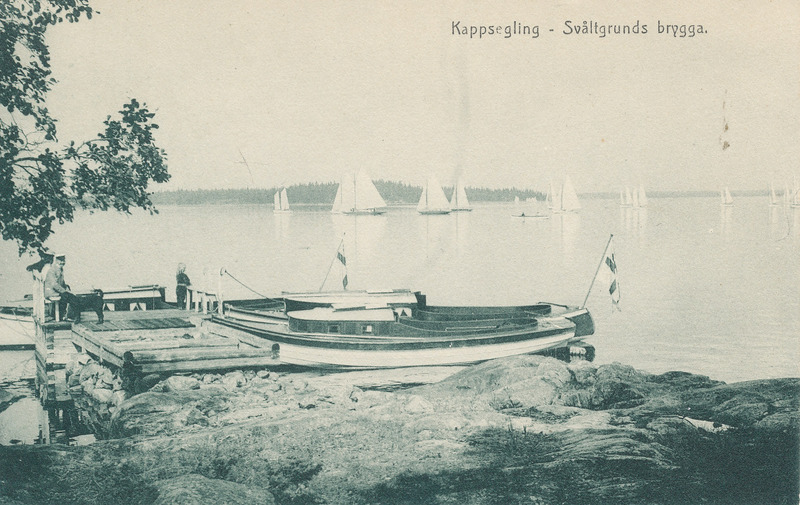
Kappsegling vid Svältgrunds brygga. Vykort från tidigt 1900-tal.

1900 uppfördes på ön en villabyggnad för officerarna vid Vasa bataljon. Byggnaden i två våningar ritades av A. W. Stenfors och byggdes med hjälp av bataljonens manskap. Sedan 1930-talet har ön varit i privat ägo.